# ゆりや
ゆりやは萩海運が運航する高速貨客船。山口県萩市の萩港と離島である見島を結ぶ航路に就航している。

## 概要
萩港と見島を結ぶ航路は、1998年4月に就航した単胴高速船の「おにようず」により従来船に比べて大幅な時間短縮が図られていたが、建造から20年近くが経過し法定耐用年数を大幅に超えていたことから、後継となる高速船の建造を行うことになった。「おにようず」同様、鉄道建設・運輸施設整備支援機構（旧・運輸施設整備事業団）との共同建造事業により整備されることになり、2016年に設計に関する公募型プロポーザルを実施。その結果、「おにようず」を建造した三菱重工業がこれに応じ、2018年から同社の造船事業を引き継いだ三菱造船が建造に着手、2019年に進水・竣工し、2019年4月1日より就航した。
船体のサイズ等は「おにようず」とほぼ同等だが、エンジンの馬力を約5割上げ、船体の強度も高めたことにより航海時の振動計減を図っている。（公財）交通エコロジー・モビリティ財団の「海上交通バリアフリー施設整備助成制度」を受けており、船内の通路や客室をバリアフリー仕様としている他、椅子席を全てリクライニング仕様とした。
船名の「ゆりや」は公募によるもので、日本で初めて生体が見島付近で発見された嚢舌類ユリヤガイ科の一種・ユリヤガイに由来する。2019年7月には約30年ぶりに見島周辺の海域で再発見された。

## 運航
萩と見島の間を冬期（9月から2月）は「宇津港（見島） - 本村港（見島） - 萩港」のルートで2往復、春夏期（3月から8月）は「宇津港（見島） - 本村港（見島） - 萩港」1往復と「宇津港→萩港→本村港→宇津港」2往復の計3往復が運航される。
「おにようず」同様、年1回2週間程度のドック入りがあり、その場合は「はぎおおしま」と「つばき2」による特別ダイヤで運行される。